# Планинска горила
Планинската горила (Gorilla beringei beringei) е един от двата подвида Източноконгоанска горила, обитаващ Национален парк Бвинди, Уганда и вулканичните планини Вирунга на Централна Африка и източната част на Демократична република Конго. Към септември 2016 г. общия брой на планинските горили се оценява на 880.

## Описание
Мъжките достигат до средно тегло от 195 кг при височина от 150 cm и обикновено тежат два пъти повече от женските, които са с тегло около 100 кг при височина от 130 cm. Има записани мъжки горили с тегло 218,6 и 219 кг. Най-тежкият регистриран мъжки екземпляр е висок 1,83 м, в Амбам, Камерун, който тежи 267 кг. Козината на планинската горила е по-дебела и по-дълга от тази на другите видове горили, което им дава възможност да живеят при по-ниски температури.